# IC 502
IC 502 је елиптична галаксија у сазвјежђу Рак која се налази на листи објеката дубоког неба у Индекс каталогу.
Деклинација објекта је + 8° 45' 11" а ректасцензија 8h 22m 3,6s. Привидна величина (магнитуда) објекта IC 502 износи 14,7 а фотографска магнитуда 15,7. IC 502 је још познат и под ознакама CGCG 60-2, KARA 245, NPM1G +08.0139, PGC 23469.